# Fleet Fawn
Fleet Fawn là một loại máy bay huấn luyện của Canada trong thập niên 1930, do hãng Fleet Aircraft chế tạo dựa trê thiết kế của Hoa Kỳ.

## Biến thể
- Model 7A:
- Fleet Model 7B (Fawn Mk I):
- Fleet Model 7C (Fawn Mk II):
- Model 7G:

## Quốc gia sử dụng

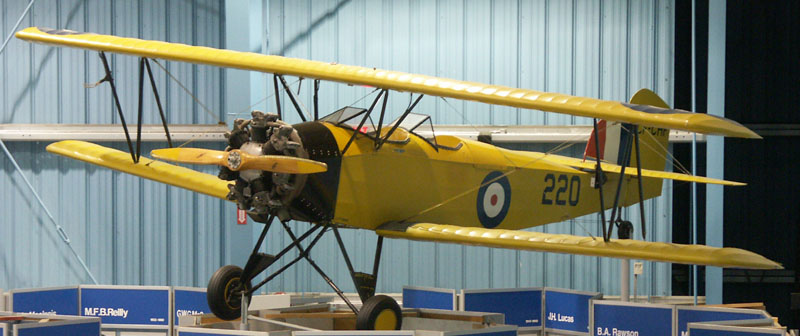
Fleet Fawn Mk II trưng bày tại bảo tàng hàng không Reynolds-Alberta, 2006

Canada
- Không quân Hoàng gia Canada
- Bộ quốc phòng

## Tính năng kỹ chiến thuật (Fleet Fawn Mk II)
Dữ liệu lấy từ Fleet: The Flying Years
- Hãng chế tạo: Fleet Aircraft của Canada
- Kíp lái/Hành khách: 2
- Động cơ: 1 125 hp (93 kW) Kinner B-5
- Kích thước
  - Dài: 21 ft 8 in (6,5 m)
  - Cao: 7 ft 10 in (2,4 m)
  - Sải cánh: 28 ft 0 in (8,5 m)
  - Diện tích: 194 sq ft (18,06 sq m)
- Trọng lượng
  - Rỗng: 1.130 lb (513 kg)
  - Đầy tải: 1.860 lb (844 kg)
- Hiệu suất bay
  - Vận tốc cực đại: 112 mph (180 km/h)
  - Vận tốc hành trình: 87 mph (140 km/h)
  - Trần bay: 15.500 ft (4.724 m)
  - Tầm bay: 320 mi (515 km)
- Vũ khí: Không